# Unia polsko-węgierska

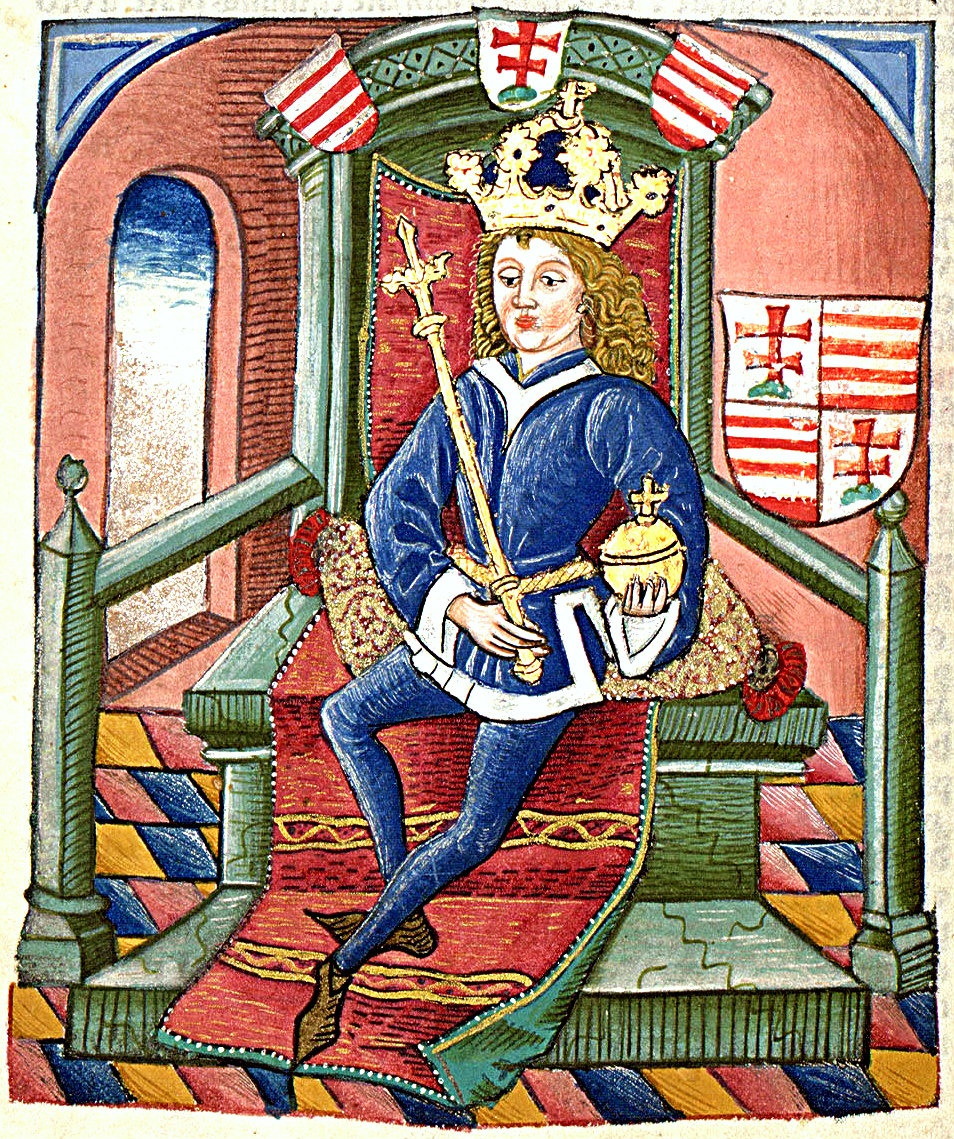
Ludwik Węgierski, król Polski w latach 1370–1382

Unia polsko-węgierska – unia personalna między Koroną Królestwa Polskiego i Królestwem Węgier w latach 1370–1382 i 1440–1444.

## I unia

### Geneza I unii
Unia polsko-węgierska trwała od 17 listopada 1370 (koronacja Ludwika Węgierskiego na Wawelu) do śmierci Ludwika w 1382 roku. Była to unia personalna, ponieważ państwa posiadały wspólnego monarchę, przy zachowaniu odrębnego systemu instytucji państwowych. Geneza unii Polski i Węgier znajduje się w spotkaniu Kazimierza Wielkiego, Karola Roberta i Jerzego II podczas zjazdu w Wyszehradzie. Książę ruski Jerzy II obiecał tron halicko-włodzimierski swemu krewnemu Kazimierzowi na wypadek swojej bezpotomnej śmierci. Umowa mogła wejść w życie po udzieleniu zgody węgierskiego króla Karola ze względu na dawne pretensje królów węgierskich do ruskiego dziedzictwa i układy sukcesyjne, które zawarli między sobą władzy Polski i Węgier. W tej sytuacji Kazimierz, by uzyskać prawo dziedziczenia Halicza i Włodzimierza, nadał królewiczowi węgierskiemu Ludwikowi prawo sukcesji w Polsce, w razie własnej bezpotomnej śmierci. Kazimierz wówczas uważał, że Andegawenowie nie obejmą tronu polskiego, ponieważ miał zaledwie 28 lat. Sama geneza przekazania tronu Andegawenom pojawiała się prawdopodobnie już za panowania Władysława Łokietka w 1327 roku, w związku z ciężką chorobą jedynego królewskiego syna, ale sprawa przestała być aktualna, ponieważ następca tronu wyzdrowiał. Ostateczne warunki sukcesji zostały sprecyzowane w traktacie budzińskim z 1355 roku.

### Przebieg I unii
5 listopada 1370 roku zmarł Kazimierz Wielki. 17 listopada na Króla Polski koronował się Ludwik Węgierski. Król jednak nie sprawował osobiście rządów w Polsce, przekazał on rządy regencyjne swej matce, Elżbiecie Łokietkównie siostrze Kazimierza Wielkiego. Na początku swych rządów regencyjnych Elżbieta musiała uspokoić sytuację w kraju. W czasie kiedy nowa dynastia wstępowała na polski tron, sąsiedzi wykorzystali ten moment do zagarnięcia przygranicznych ziem. Brandenburgia zajęła Santok, a Litwa Włodzimierz. W kraju największy opór przed uznaniem władzy Andegawenów stawiała Wielkopolska. Elżbieta powołała sądy restytucyjne, zajmujące się zwracaniem rycerstwu dóbr, które niesłusznie zostały im skonfiskowane za panowania ostatniego Piasta. Łokietkówna chciała tym zjednać społeczeństwo do Andegawenów, których przyszłość na polskim tronie nie była pewna. Po pierwsze nie byli oni w Polsce dynastią dziedziczną, a po drugie Ludwik nie miał męskiego potomka. Istniała zatem realna obawa, że panowie polscy nie zaakceptują na tronie jednej z jego córek. Z tego powodu 17 września 1374 w Koszycach Ludwik wystawił przywilej dla szlachty, w zamian za co otrzymał zapewnienie sukcesji po nim w Polsce którejś z polsko-węgierskich królewien. Pierwszą regencję w Polsce Elżbieta zakończyła w 1375 r. W 1376 roku w Polsce na krótki okres pojawia się Ludwik Węgierski. Przekazał on rządy Małopolanom, którzy jednak nie umieli zapanować nad krajem. Druga regencja Elżbiety rozpoczęła się w 1376 roku. W wyniku zatargu między węgierskim otoczeniem królowej a mieszczanami Krakowa doszło w mieście do rozruchów. W 1378 r. w związku z wydarzeniami, jakie miały miejsce w Krakowie (pogrom Węgrów i wyjazd oburzonej Elżbiety Łokietkówny z kraju) Ludwik zdecydował się odwołać Władysława Opolczyka z Rusi i mianować go na opróżnione stanowisko wielkorządcy Polski. Na stanowisku tym Władysław nie wytrwał zbyt długo na skutek oporu szlachty polskiej niezadowolonej z zaangażowania księcia w sprawę zapewnienia dziedzictwa po Ludwiku jego córkom, oraz obarczanie go współwiną za oderwanie od Polski na rzecz Węgier Rusi Halickiej. Od 1378 roku trzeci raz regentką została matka Ludwika. W 1380 roku zmarła Elżbieta, podpora rządów Ludwika w Polsce. Po jej śmierci król powierzył rządy namiestnicze w kraju biskupowi krakowskiemu Zawiszy z Kurozwęk. Przy jego boku ustanowiono 4 wielkorządców: Sędziwoja z Szubina wojewodę kaliskiego, Dobiesława z Kurozwęk kasztelana krakowskiego, Domarata z Pierzchna starostę generalnego Wielkopolski i kanclerza Jana Radlicę. Rządy ich nie trwały długo i już w 1382 roku namiestnikiem został Zygmunt Luksemburski. 10 września 1382 roku zmarł Ludwik Węgierski.

### Skutki I unii
W polityce Ludwika Polska odgrywała rolę drugorzędną, a sam władca nie troszczył się o panującą w niej sytuację gospodarczą. Przychylność szlachty zdobywał poprzez przywileje prawne i społeczne, które doprowadziły do kryzysu budżetowego. Zarazem fakt wyboru na tron obcego władcy doprowadził do głębokich zmian w postrzeganiu władzy. Koncepcję monarchii patrymonialnej zastąpiła idea Korony Królestwa Polskiego – stawiająca króla na pozycji władcy niepodzielnego i nieutożsamianego z jego osobą państwa. Rządy Ludwika doprowadziły także do wzmocnienia pozycji możnowładztwa Małopolski, a wydane przez niego dokumenty zapoczątkowały okres supremacji szlachty w życiu politycznym, który trwał aż do upadku Rzeczypospolitej Obojga Narodów w 1795. Skutkiem unii polsko-węgierskiej był również okres bezkrólewia 1382–1384. W listopadzie w Radomsku, przedstawiciele krakowscy i wielkopolscy zdecydowali, iż unia personalna z Węgrami nie jest możliwa. Okres bezkrólewia doprowadził do wybuchu wojny domowej w Wielkopolsce. 13 października 1384 Jadwiga Andegaweńska przybyła do Krakowa, gdzie w 3 dni później odbyła się koronacja kończąca najdłuższy w historii Polski okres bezkrólewia.

## II unia
II unia polsko-węgierska trwała od 1440 (koronacja Władysława Warneńczyka na króla Węgier) do jego śmierci w 1444. Polska i Węgry miały tego samego władcę, ale odrębne instytucje, co świadczyło, że była to unia personalna. Przyczynami decyzji o zostaniu królem przez Władysława III Warneńczyka było zagrożenie ze strony Turków wobec Węgier oraz panujące w kraju bezkrólewie. Z propozycją tą wyszedł Zbigniew Oleśnicki, faktyczny przywódca rady królewskiej, który do osiągnięcia pełnoletności przez Władysława Warneńczyka opiekował się nim.

### Przebieg
W 1443 roku pragnący sławy obrońcy chrześcijaństwa Władysław Warneńczyk wypowiedział Turkom wojnę. Stało się to za namową wysłannika papieża. Na czele węgierskich wojsk stał János Hunyadi, dzięki któremu Węgrzy kilka razy zwyciężyli. Turecki sułtan z uwagi właśnie na te wygrane przez Węgrów walki chciał podpisać 10-letni pokój z wielką korzyścią dla państwa Władysława Warneńczyka. Węgierski monarcha złamał pokój za sprzeciwem papieskiego wysłannika, który powiedział mu, że umowa z "niewiernymi" jest nieważna. Kampania przeciwko Turkom zaczęła się w 1444 roku. Ze strony Władysława Warneńczyka stały wojska węgierskie, a wśród nich niewielkie polskie oddziały. Jesienią 1444 roku doszło do ostatecznego starcia Turków i Węgrów w Bitwie pod Warną.
Władysław III poległ w tej walce, a jego armia uciekła. Zmarły monarcha otrzymał przydomek: Warneńczyk.
Turcy, których już nic nie powstrzymywało, zdobyli Bałkany, Konstantynopol oraz unicestwili Cesarstwo Bizantyjskie. Do końca XVII wieku stanowili zagrożenie dla całej Europy Środkowej.